# Cratere Koval'skiy
Koval'skiy è un cratere lunare di 44,97 km situato nella parte sud-occidentale della faccia nascosta della Luna.
Il cratere è dedicato all'astronomo russo Marian Albertovič Koval'skiy.

## Crateri correlati
Alcuni crateri minori situati in prossimità di Koval'skiy sono convenzionalmente identificati, sulle mappe lunari, attraverso una lettera associata al nome.
| Koval'skiy | Coordinate             | Diametro (in km) |
| ---------- | ---------------------- | ---------------- |
| B          | 20°54′36″S 101°46′12″E | 26,81            |
| D          | 21°04′12″S 103°18′00″E | 17,35            |
| H          | 22°31′12″S 102°52′12″E | 34,57            |
| M          | 23°52′48″S 101°04′48″E | 17,74            |
| P          | 22°25′48″S 100°34′12″E | 23,17            |
| Q          | 23°26′24″S 99°05′24″E  | 32,29            |
| U          | 21°10′12″S 98°28′48″E  | 22,9             |
| Y          | 20°42′36″S 100°03′00″E | 18,96            |